# IRA

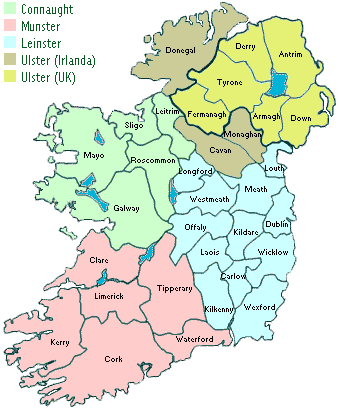
División de Irlanda tras el Tratado Anglo-Irlandés de 1921. Al norte, los seis condados que conforman la provincia británica.

Existen diversos grupos armados y grupos paramilitares que utilizan o han utilizado el nombre de Ejército Republicano Irlandés (o IRA, del inglés Irish Republican Army; en irlandés, Óglaigh na Éireann) o voluntarios irlandeses y abogan por un Estado soberano e independiente del Reino Unido, que contendría la isla entera de Irlanda e incluiría los condados que hoy forman parte de Irlanda del Norte. Todos ellos dicen ser herederos del IRA Original o IRA Antiguo, el ejército de la República de Irlanda, proclamada por el parlamento o Dáil Éireann en 1919:
- El IRA Original o IRA Antiguo (1919-1922), reconocido por el Primer Dáil como el ejército legítimo de la República de Irlanda en abril de 1921, dividido en fuerzas pro-Tratado (el Ejército Nacional, también conocido como las fuerzas del Gobierno o los Regulares) y las fuerzas anti-tratado (los republicanos, irregulares o ejecutivos fuerzas) después del Tratado.
- El IRA Antitratado que luchó y perdió la guerra civil y que luego se negó a reconocer el Estado Libre Irlandés o Irlanda del Norte, considerándolos a ambos como creaciones del imperialismo británico. Existió de una forma u otra durante más de cuarenta años antes de separarse en 1969.
- El IRA Provisional (PIRA), fundado en 1969 y conocido por sus campañas paramilitares durante las décadas de los años 1970, 80 y 90. Tras la firma de los Acuerdos de Viernes Santo para la finalización del conflicto, el 28 de julio de 2005 anunció el cese de la lucha armada.[1]
- El IRA Oficial (OIRA), formado a partir de los restos de la organización tras la secesión del IRA Provisional en 1969, y militarmente inactivo en la actualidad. A partir de Acuerdo de Viernes Santo está inactivo.
- El IRA Auténtico (RIRA), una escisión a partir del PIRA que se remonta a la década de los 90. En la actualidad desde el año 2012 está integrado en Nuevo IRA o IRA 2012.
- El IRA de la Continuidad (CIRA), otra escisión de los años 1980 a partir del PIRA. En la actualidad desde el año 2012 está integrado en Nuevo IRA o IRA 2012.
- El IRA Socialista (SIRA), escisión laica de los años 70.
- Nuevo IRA, el IRA 2012 (IRA), es el único grupo paramilitar activo que pide la reunificación de Irlanda y su total independencia del Reino Unido. Formada por la unión en julio de 2012 de Ejército Republicano Irlandés Auténtico (IRA Auténtico), IRA de la Continuidad (CIRA), una escisión del IRA Provisional (PIRA); la Acción Republicana Contra las Drogas (RAAD), formada por excombatientes del PIRA que iniciaron una batalla contra el narcotráfico, sobre todo en la ciudad de Derry; por las Facciones Republicanas Independientes y por una amalgama de distintos grupos de combatientes católicos.[2]En la actualidad, el IRA 2012 está incluido por las autoridades dentro del propio Ejército Republicano Irlandés Auténtico con el nombre de Nuevo IRA. Este grupo no acepta los acuerdos de Viernes Santo de 1998 y sigue reclamando la validez de la lucha armada para reunificar Irlanda.[3]

La denominación IRA apareció por primera vez durante la batalla de Ridgeway (2 de junio de 1866). Desde aquel momento los fenianos se organizaron en «regimientos del IRA». 
El dramaturgo Brendan Behan dijo una vez que el primer problema en cualquier programa para Irlanda eran las escisiones. En el caso del IRA, la afirmación no podría haber sido más acertada. A partir del IRA Antiguo, el ejército paramilitar de la República de irlandesa quedó en minoría y formó el IRA Antitratado, conocido más tarde como IRA Oficial, del que décadas más tarde se escindiría el IRA Provisional. Este sufrió a su vez sucesivas secesiones, fundamentalmente las del IRA Auténtico y el IRA de la Continuidad, ambos autoproclamados sucesores del Ejército de la República de Irlanda. La mayoría de los irlandeses, no obstante, desestiman estas reivindicaciones, y estos grupos no cuentan con el apoyo popular del que gozaban los «provisionales».
El 28 de julio de 2005 el IRA anuncia el cese de "la lucha armada".
Nuevo IRA o el IRA 2012 o Ejército Republicano Irlandés Auténtico o New IRA es el único grupo paramilitar activo que pide la reunificación de Irlanda y su total independencia del Reino Unido.

Otra cronología de las IRA (en inglés)

## Introducción

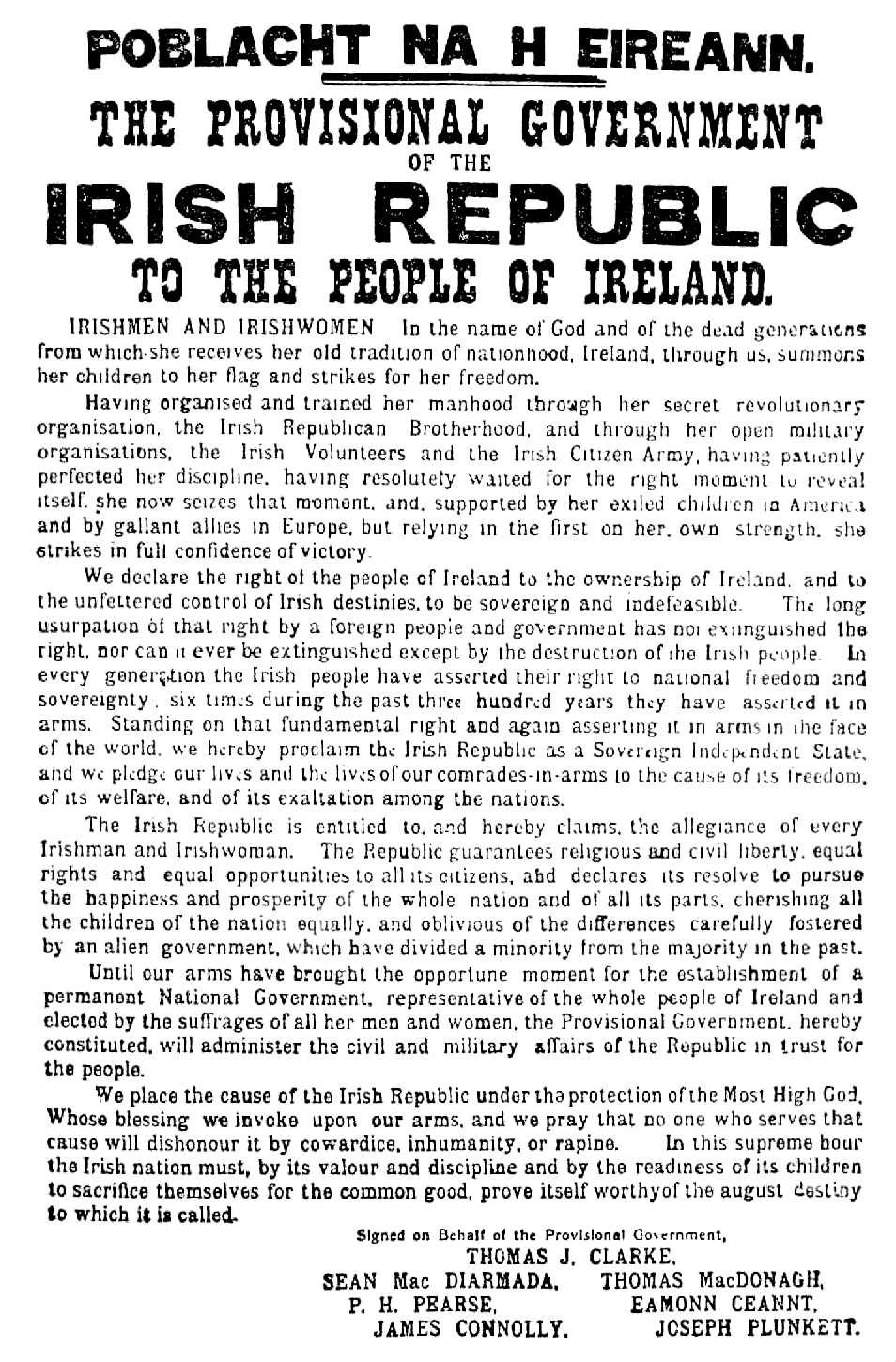
Proclama leída por Patrick Pearse al inicio del Alzamiento de Pascua de 1916. Todas las ramas del IRA se declaran herederas del Ejército Republicano Irlandés nacido de dicha revolución.

El Ejército Republicano Irlandés (IRA) enraíza en la lucha de Irlanda por su independencia del Reino Unido de Gran Bretaña e Irlanda durante las primeras décadas del siglo XX. Es importante diferenciar lo que se conoce como el «IRA antiguo» y el «IRA Oficial» o el IRA Provisional, este último un grupo escindido y formado en los 60 como respuesta a la discriminación institucionalizada, las revueltas y los asesinatos de católicos, especialmente en Belfast y Derry, ciudades de Irlanda del Norte con mayoría protestante.
El Ejército Republicano Irlandés surgió como ejército de la República de Irlandesa, que había sido proclamada durante el Alzamiento de Pascua de 1916 e instaurada por el primer Parlamento Irlandés en enero de 1919. Constaba de los Voluntarios Irlandeses y del Ejército Ciudadano Irlandés, organizaciones que databan de la segunda década del siglo XX y desempeñaron un papel fundamental en dicho alzamiento. 
Las Fuerzas Irlandesas de Defensa, el IRA Oficial y Provisional, así como el IRA de la Continuidad y el IRA Auténtico reclaman para sí el título de Óglaigh na hÉireann (Voluntarios Irlandeses). Michael Collins, héroe nacional irlandés, asumió el papel de reorganizador del IRA. Su formación y desarrollo posterior quedaron inseparablemente unidos a la historia política de Irlanda.

## Historia
En 1914 el gobierno del Reino Unido atendió a la antigua exigencia de los nacionalistas irlandeses de un gobierno autónomo con dos condiciones: que no se proclamase hasta después de la Primera Guerra Mundial y que los seis condados norteños quedasen temporalmente excluidos del control local del Parlamento de Dublín. La segunda de las condiciones fue resultado de una campaña de desobediencia de los unionistas del norte, que suscitó en el Reino Unido el temor de que la concesión del gobierno autónomo provocase una guerra civil entre nacionalistas y unionistas. 
Para una minoría de nacionalistas, la autonomía concedida supo a poco y llegó demasiado tarde. Durante el Alzamiento de Pascua de 1916, estos nacionalistas instigaron una rebelión contra el gobierno británico en Dublín y en otras zonas aisladas. Las armas habían sido adquiridas a Alemania bajo los auspicios de un activista de los derechos humanos, Sir Roger Casement. No obstante, la trama había sido descubierta y las armas se perdieron cuando el carguero que las transportaba fue hundido en el mar. 
La rebelión prendió sobre todo en Dublín, donde los amotinados tomaron la Oficina Central de Correos, izaron una bandera verde con la leyenda «República de Irlanda» y proclamaron la independencia del país. Aunque los historiadores republicanos suelen afirmar que el alzamiento y sus líderes contaban con el apoyo popular, en realidad se ha probado que hubo numerosas opiniones a favor de la ejecución de los rebeldes, por ejemplo la de las autoridades locales y la del periódico nacionalista irlandés de mayor tirada: el Irish Independent. Los dublineses no sólo colaboraron con los soldados británicos enviados para aplastar la rebelión, sino que tomaron parte activa contra los republicanos. Se ha relatado cómo muchos ciudadanos escupían y tiraban piedras a los rebeldes apresados mientras se los conducía camino de los cargueros que los llevarían a los campos de internamiento en Gales.
No obstante, la opinión pública fue variando gradualmente, en principio por las ejecuciones sumarias de dieciséis altos cargos del ejército (algunos de los cuales, como James Connolly, estaban enfermos hasta el punto de no ser capaces de mantenerse en pie) y el pueblo se fue involucrando en la rebelión. Como describió un observador, «el proceso público de ejecución de los líderes del alzamiento... fue como ver la sangre fluir bajo una puerta cerrada». La opinión pública se decantó aún más por los republicanos entre 1917 y 1918, a raíz de la Crisis del Reclutamiento, cuando el Reino Unido intentó imponer levas en Irlanda para respaldar su esfuerzo de guerra, que en ese momento empezaba a flaquear.
La mayoría de las opiniones hicieron responsable al Sinn Féin, conocido habitualmente como el brazo político del IRA, de la organización del Alzamiento de Pascua, aunque el grupo no propugnaba por aquel entonces la independencia. El cabecilla del partido en el momento, Arthur Griffith, hacía campaña a favor de una monarquía dual con el Reino Unido, una vuelta al status quo de la conocida como «Constitución de 1782», aprobada por el Parlamento de Grattan. Los supervivientes republicanos bajo el liderazgo de Éamon de Valera se infiltraron y se hicieron con el control del Sinn Féin, hecho que condujo a una crisis de objetivos en 1917.
En un compromiso alcanzado en el Árd Fheis (congreso del partido), el Sinn Féin acordó hacer campaña temporalmente a favor de la república. Tras el establecimiento de la misma, se dejaría en manos del electorado la decisión de si instaurar una monarquía o una república; no obstante, si se optaba por la monarquía, ningún miembro de la familia real británica (Casa de Windsor o de Sajonia Coburgo Gotha) sería candidato al trono de Irlanda.
De 1916 a 1918 los dos movimientos nacionalistas dominantes, el Sinn Féin y el Partido Parlamentario Irlandés, se disputaron la hegemonía en diversas elecciones menores. Ninguno de los dos alcanzó una victoria definitiva y la Crisis del Reclutamiento terminó de inclinar la balanza del lado del Sinn Féin. En las elecciones generales de 1918 el partido ganó una clara mayoría de escaños y en la mayoría de las circunscripciones ni siquiera tuvieron competencia. 
Los parlamentarios electos del Sinn Féin en 1918 optaron por no ocupar sus escaños en Westminster y organizar una Asamblea de Irlanda independiente, conocida en gaélico irlandés como Dáil Éireann. El 21 de enero de 1919 este nuevo parlamento provisional se congregó en la Mansion House de Dublín. En sus primeras sesiones la asamblea eligió al primer ministro Cathal Brugha e inauguró el ministerio desde entonces conocido como Aireacht).

## Guerra de Independencia de Irlanda

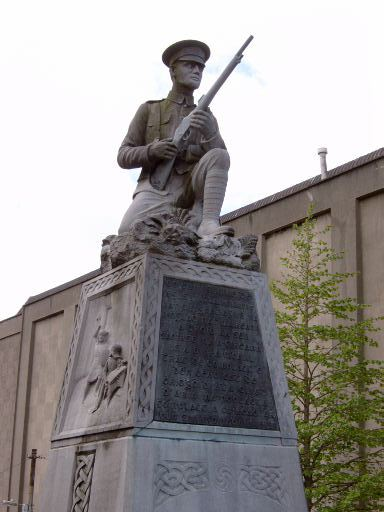
Un monumento conmemorativo de la guerra de independencia en Dublín.

Los primeros disparos de la Guerra de Independencia de Irlanda fueron efectuados en Soloheadbeg (condado de Tipperary) el 21 de enero de 1919 por Sean Treacy. Los agentes de la policía irlandesa (RIC, del inglés Royal Irish Constabulary) James McDonnell y Patrick O'Connell resultaron muertos cuando una unidad de voluntarios del IRA del Sur de Tipperary intentaba hacerse con cierta cantidad de gelignita. Técnicamente, los hombres involucrados no acataban la disciplina del IRA, y pudieron haber sido sometidos a un consejo de guerra, pero se pensó que serían más útiles desde el punto de vista político si se los presentaba como ejemplo para los militantes activos. El conflicto pronto se convirtió en una guerra de guerrillas sostenida por las que fueron conocidas como Flying Columns en áreas periféricas. A lo largo de 1919 y 1920 se produjeron numerosos ataques a cuarteles especialmente aislados de la policía británica, lo que obligó al RIC a concentrarse a la defensiva en las ciudades más grandes y dejó enormes áreas rurales en manos de los republicanos.
En respuesta, los británicos enviaron cientos de veteranos de la Primera Guerra Mundial para ayudar al RIC. Al parecer, los veteranos vestían uniformes de color negro como la policía y también color tierra como el ejército, lo que inspiró el sobrenombre de los Black and Tans. La brutalidad de estos regimientos es ya legendaria, si bien la represión más desaforada, y habitualmente achacada a las fuerzas de la Corona, era a menudo obra de la «División Auxiliar» del RIC.
El IRA también fue acusado de excesos, especialmente contra las propiedades de los lealistas de las cercanías de Munster, y poco después tanto la Asamblea de Irlanda como el Sinn Féin fueron proscritos por el gobierno británico.
David Lloyd George, primer ministro británico del momento, se vio sometido a una enorme presión política para que intentase salvar la situación. Eamon de Valera se negó a asistir a las conversaciones propuestas, consciente de que el compromiso era inevitable pero que los movimientos en esa dirección deteriorarían su imagen. Una inesperada intercesión llegó de manos del rey Jorge V del Reino Unido que, apoyado por el político y general sudafricano Jan Smuts, consiguió persuadir al gobierno británico de que aceptase una versión totalmente nueva del discurso ante el Parlamento de Irlanda del Norte, que había de reunirse en el ayuntamiento de Belfast en junio de 1921. El rey había protestado repetidas veces ante Lloyd George por los métodos empleados por las fuerzas de la Corona.
El discurso, que hacía un llamamiento a la reconciliación de ambas partes, cambió el clima político y permitió a los gobiernos británico y republicano acordar una tregua. A finales de 1921, se celebraron una negociaciones en Londres que conducirían al Tratado Anglo-Irlandés. La delegación irlandesa fue encabezada por Arthur Griffith y Michael Collins, puesto que Éamon de Valera (entonces «Presidente de la República») insistió en que como jefe de Estado no podía asistir si el rey Jorge no encabezaba asimismo la delegación británica.

## La división del país
Por la Ley de gobierno de Irlanda de 1920, Irlanda fue dividida en Irlanda del Norte e Irlanda del Sur. Según las condiciones del Tratado Anglo-irlandés del 6 de diciembre de 1921, que puso fin a la guerra, Irlanda del Norte tenía la opción de retirarse del recién constituido Estado Libre Irlandés y seguir siendo parte del Reino Unido. El parlamento de Irlanda del Norte siguió ese camino, y se constituyó una comisión para delimitar la frontera.
Los líderes irlandeses confiaban en que la división reduciría el tamaño de Irlanda del Norte en tal medida, que el país sería económicamente inviable. Según el mito, la división fue el punto de ruptura entre los favorables y los contrarios al tratado; muy al contrario, todos esperaban que la comisión rindiese Irlanda del Norte. La escisión obedecía en realidad a problemas de orden simbólico: ¿podía disolverse la República de Irlanda? ¿Podían los políticos irlandeses pronunciar el juramento de lealtad exigido por el tratado? Los republicanos contrarios al tratado, encabezados por de Valera, respondían negativamente a ambas preguntas; cuando el Parlamento Irlandés aprobó el tratado con una exigua mayoría, abandonaron sus escaños.
Muchos de los altos cargos del IRA antiguo, el ejército de la república, engrosaron las filas del nuevo ejército nacional del Estado Libre Irlandés, mientras que otros volvieron a la vida civil. Muchos otros, que siguieron utilizando el nombre de IRA, iniciaron una guerra civil contra el nuevo Estado Libre Irlandés, encabezado ahora por W.T. Cosgrave. En este enfrentamiento se perdieron tanto conocidos líderes republicanos (Michael Collins) como el propio IRA antiguo, que inició una espiral de escisiones sin fin durante todo el resto del siglo XX.

## IRA modernos
He aquí una breve descripción de los movimientos nacionalistas irlandeses:
- IRA antiguo/Sinn Féin: luchó en la Guerra de Independencia de Irlanda (1920-1921).
  - La sección del IRA antiguo/Sinn Féin con base en Irlanda del Norte y no incluida en el Estado Libre.
  - El primer gobierno del Estado Libre Irlandés: aceptó el compromiso del tratado de 1921 y proclamó el nuevo estado; con el tiempo, llegó a convertirse en el partido de la República de Irlanda que hoy conocemos como Fine Gael.
  - La sección del Sinn Féin/IRA con base en los veintiséis condados del Estado Libre: rechazó el tratado de 1921 con el Reino Unido y, comandada por Eamon de Valera, luchó en la guerra civil irlandesa contra el «ejército nacional» del Estado Libre.
    - Fianna Fáil: algunos años tras la derrota sufrida en la Guerra Civil, una facción del Sinn Féin liderada por de Valera volvió a la política institucional como el partido Fianna Fáil, que sigue siendo uno de los dos mayores partidos de la República de Irlanda.
    - Los restos del Sinn Féin/IRA unidos al IRA antiguo/Sinn Féin de Irlanda del Norte: mantuvieron una actividad paramilitar esporádica y poco intensa; con el paso de los años, escoró hacia la izquierda política.
      - Hacia 1960, tras una desastrosa «campaña de violencia fronteriza», el Sinn Féin cambió su orientación de la guerra por la república hacia la guerra de clases marxista. Con la llegada de la época de revueltas conocida como «The Troubles», el IRA Oficial/Sinn Féin Oficial (como se lo conoció tras la formación del IRA Provisional y el Sinn Féin Provisional) se vio relegado por su reticencia o incapacidad para defender las áreas católicas de «Los Seis Condados» de las turbas protestantes. Con el tiempo, el IRA Oficial terminó desapareciendo, su ala política descartó su componente nacionalista y se constituyó en Sinn Féin Partido de los Trabajadores, más tarde Partido de los Trabajadores, si bien la mayoría de sus miembros terminaron dejándolo para fundar Izquierda Democrática, el partido más izquierdista del parlamento de la república (también opera en Irlanda del Norte). Por último, Izquierda Democrática se fusionó con el Partido Laborista. Tras el alto el fuego del IRA Oficial en 1972, este partido y el Sinn Féin Oficial sufrieron una nueva escisión que condujo a la formación del ultraizquierdista Ejército Irlandés de Liberación Nacional (o INLA, del inglés Irish National Liberation Army) y el Partido Socialista Republicano Irlandés, encabezado por Séamus Costelloe (que fue asesinado posteriormente por el IRA Oficial). El INLA se hizo tristemente famoso por sus numerosos enfrentamientos internos y por protagonizar algunos de los asesinatos más sectarios perpetrados por nacionalistas.
      - Los republicanos más tradicionalistas fundaron el IRA Provisional/Sinn Féin Provisional, que operó fundamentalmente en Irlanda del Norte, utilizando la violencia tanto contra los unionistas como contra los británicos, aunque también asesinaron a varios soldados irlandeses e integrantes de la Garda Síochána (la policía irlandesa). En 1986 volvió a producirse una secesión cuando los altos cargos del Sinn Féin Provisional en el Sur (como solía llamarse al brazo político del IRA Provisional), encabezados por Ruairí Ó Brádaigh fueron depuestos y sustituidos por un nuevo ejecutivo norteño bajo Gerry Adams. Los miembros depuestos, que encarnaban una dura línea republicana y se oponían a que el Sinn Féin Provisional abandonase su política de abstencionismo y ocupase sus escaños en el Parlamento de Irlanda, fundaron un partido y una organización paramilitar rivales que llamaron Sinn Féin Republicano e IRA de la Continuidad. Aquellos miembros de diversas facciones que no aceptaron el proceso de paz se escindieron para formar grupos como el IRA Auténtico. Por su parte, el IRA Provisional/Sinn Féin Provisional (más conocidos simplemente como Sinn Féin y el IRA), se inclinaron hacia una postura menos militarista y más política que a posteriori contribuiría al Informe Hume-Adams y al proceso de paz. El 28 de julio de 2005 el IRA anuncia el cese de la lucha armada.
- IRA 2012: El nuevo IRA está integrado por Ejército Republicano Irlandés Auténtico (IRA Auténtico) (inglés: Real Irish Republican Army, Real IRA (RIRA/rIRA) o True IRA; en gaélico irlandés: Fíor-IRA) o, según su propia denominación Óglaigh na hÉireann (Voluntarios de Irlanda) (RIRA), una escisión del IRA Provisional (PIRA); la Acción Republicana Contra las Drogas (RAAD), formada por excombatientes del PIRA que iniciaron una batalla contra el narcotráfico, sobre todo en la ciudad de Derry; las Facciones Republicanas Independientes, una amalgama de distintos grupos de combatientes católicos, y por Ejército Republicano Irlandés de la Continuidad, organización paramilitar republicana norirlandesa, que defiende la unificación de toda la isla de Irlanda. El CIRA sigue las ideas de Éire Nua, una propuesta de los años 1970 para establecer un estado federal en Irlanda.[2] Este grupo no acepta los acuerdos de Viernes Santo de 1998 y sigue reclamando la validez de la lucha armada para reunificar Irlanda.[3]

## Desaparición oficial
Oficialmente, el IRA Provisional se consideró desmantelado el 3 de septiembre de 2008, cuando su Consejo Armado ya no estaba operativo según informó la Comisión Independiente de Control, añadiendo que no existía una estructura de líderes capaz de organizar la lucha armada. Shaun Woodward, ministro para Irlanda del Norte declaró:

El IRA ha cumplido con sus obligaciones. Ha abandonado todas sus estructuras terroristas, los reclutamientos y los llamados departamentos militares han sido desmantelados.

## Presente
Actualmente varias facciones disidentes del antiguo IRA pretenden hacer fracasar el acuerdo de paz con ataques esporádicos en Irlanda del Norte. En marzo de 2009, dos soldados británicos fueron asesinados con armas automáticas en un ataque al cuartel militar de Massereene que fue reivindicado por el IRA Auténtico. 48 horas después, un agente de 
policía era abatido a tiros en la localidad de Craigavon. Esta vez, el ataque fue reivindicado por el IRA de la Continuidad, otro grupo escindido del IRA. En enero de 2010, un policía resultó gravemente herido al explotar una bomba lapa adherida a su vehículo. En julio, jóvenes republicanos produjeron importantes altercados de violencia callejera en distintos barrios de Belfast y otras localidades de la provincia, coincidiendo con las celebraciones protestantes del Doce de Julio. El 4 de octubre explotó un coche bomba en las afueras de Derry sin producir daños personales. En abril de 2011 un policía resultó muerto en Omagh al estallar una bomba lapa adosada a su vehículo.
En julio de 2012 los grupos disidentes más importantes del IRA contrarios a la paz al no haber alcanzado el objetivo principal (que Irlanda del Norte se una a Irlanda del Sur y que toda la Isla de Irlanda sea una única nación sin que tenga nada que ver el Reino Unido) anunciaron que se unían en un solo grupo con el objetivo de volver a hacer diversas acciones con el objetivo de que la causa del IRA no se olvide.
- IRA 2012: El nuevo IRA está integrado por Ejército Republicano Irlandés Auténtico (IRA Auténtico) (inglés: Real Irish Republican Army, Real IRA (RIRA/rIRA) o True IRA; en gaélico irlandés: Fíor-IRA) o, según su propia denominación Óglaigh na hÉireann (Voluntarios de Irlanda) (RIRA), una escisión del IRA Provisional (PIRA); la Acción Republicana Contra las Drogas (RAAD), formada por excombatientes del PIRA que iniciaron una batalla contra el narcotráfico, sobre todo en la ciudad de Derry; las Facciones Republicanas Independientes, una amalgama de distintos grupos de combatientes católicos, y por Ejército Republicano Irlandés de la Continuidad, organización paramilitar republicana norirlandesa, que defiende la unificación de toda la isla de Irlanda. El CIRA sigue las ideas de Éire Nua, una propuesta de los años 1970 para establecer un estado federal en Irlanda.[2]
  - Este grupo no acepta los acuerdos de Viernes Santo de 1998 y sigue reclamando la validez de la lucha armada para reunificar Irlanda.[3]

## El IRA en la cultura

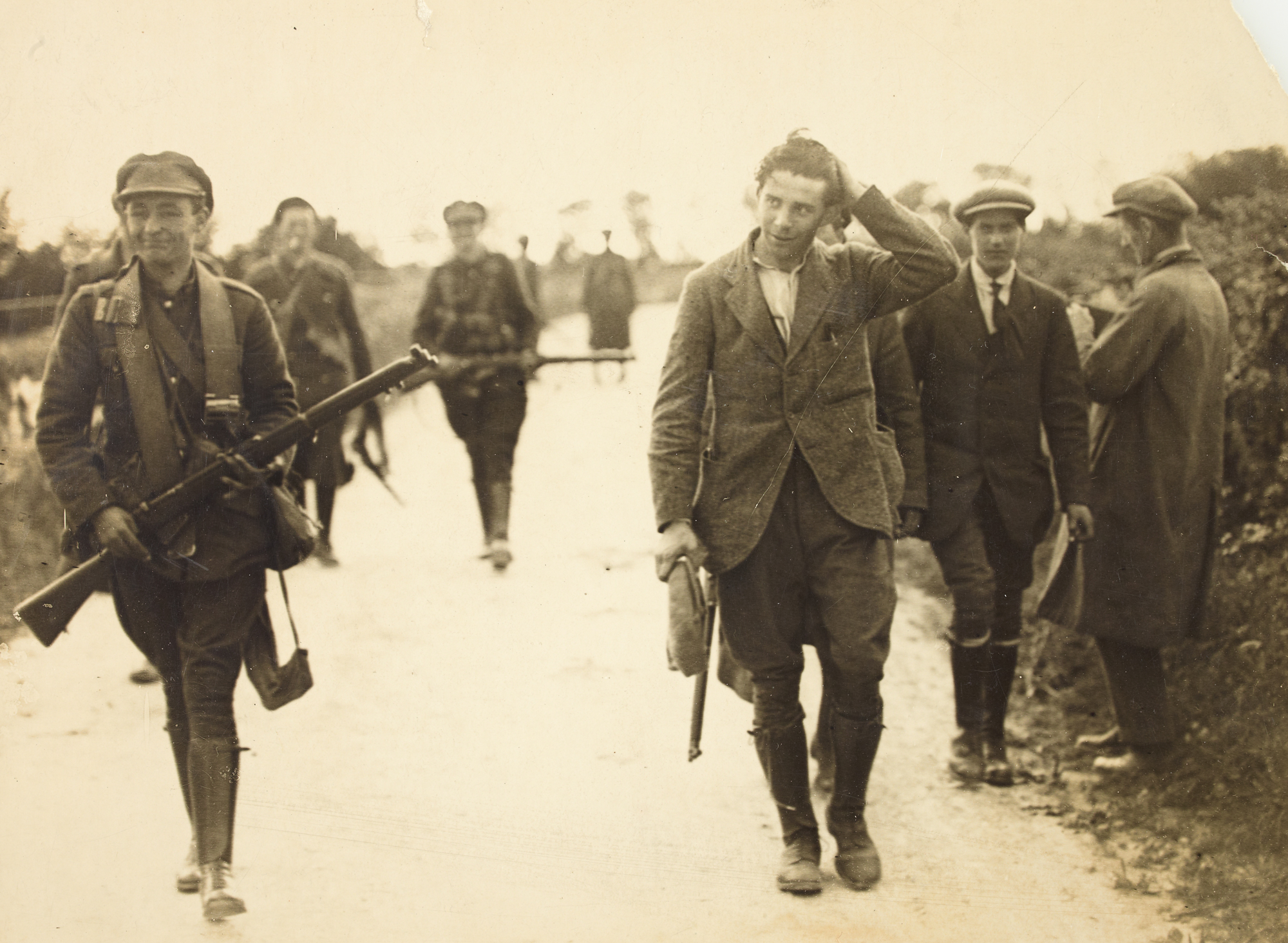
Pioneros de la cultura

El director británico Ken Loach lleva al cine episodios de la guerra Anglo-Irlandesa y de la guerra civil en la película The Wind That Shakes the Barley. Los protagonistas son combatientes del IRA Original de los años 20. También aparece el IRA en la película "Hunger" (hambre), que trata de los prisioneros del IRA capturados por británicos y de su forma de resistencia, mediante huelgas de hambre. Sobre el mito revolucionario, y de manera paralela a la revolución mexicana, en la película Giù la testa (Duck you sucker) del cineasta italiano Sergio Leone, se aborda de manera tangencial la experiencia del Ejército Republicano Irlandés, a través de flashback de John Mallory, interpretado por James Coburn. En la historia "Concierto en Do menor para arpa y Nitroglicerina" (ver Las Célticas) del cómic "El Corto Maltes" del italo-argentino Hugo Pratt, el Corto viaja a Irlanda en el año 1917 para visitiar a un amigo, antiguo camarada y militante del IRA, que aparentemente murió en combate contra los miembros paramilitares del Black and Tans. Luego la historia nos revela una interna dentro del ejército revolucionario irlandés.

## Filmografía
- 1935 - El delator de John Ford
- 1947 - Larga es la noche de Carol Reed
- 1970 - La hija de Ryan de David Lean
- 1980 - El Largo Viernes Santo (película) de John Mackenzie
- 1982 - Daniel Boy (película) de Neil Jordan
- 1987 - Réquiem por los que van a morir (película) de Mike Hodges
- 1990 - Agenda Oculta (película) de Ken Loach
- 1992 - Juego de lágrimas de Neil Jordan
- 1992 - Juego de patriotas de Phillip Noyce
- 1993 - En el nombre del padre de Jim Sheridan
- 1996 - En el nombre del hijo de Terry George
- 1996 - Michael Collins de Neil Jordan
- 1997 - The Boxer (película) de Jim Sheridan
- 1997 - The Devil's Own de Alan J. Pakula
- 1998 - Divorcing Jack (I.R.A. y paz) (película) de David Caffrey
- 1998 - The General (película) (Historia de Martin Cahill, un capo de la mafia *irlandesa) de John Boorman
- 1998 - Titanic Town (película) de Roger Mitchell
- 2002 - Bloody Sunday de Paul Greengrass
- 2004 - Omagh (película)
- 2006 - Desayuno en Plutón de Neil Jordan
- 2006 - El viento que agita la cebada de Ken Loach
- 2008 - Hunger de Steve McQueen
- 2008 - Sons Of Anarchy serie de televisión en la que aparece la organización.
- 2009 - Cinco minutos de gloria de Liver Hirschbiegel
- 2012 - Agente doble (película) de James Marsh
- 2013 - Peaky Blinders, serie de televisión en la que aparece la organización, dirigida por Steven Knight
- 2013 - A Belfast Story de Nathan Todd
- 2014 - '71 de Yann Demange
- 2016 - Rebellion, serie televisiva basada en los comienzos del I.R.A
- 2017 - El Implacable
- 2018 - Derry girls, comedia británica situada en los '90, y donde relatan la situación en Irlanda y los atentados del I.R.A.
- 2020 - The Crown (serie de televisión)
- 2021 - Belfast de Kenneth Branagh

## IRA en la actualidad
- Nuevo IRA o IRA 2012: El nuevo IRA está integrado por Ejército Republicano Irlandés Auténtico (IRA Auténtico) (inglés: Real Irish Republican Army, Real IRA (RIRA/rIRA) o True IRA; en gaélico irlandés: Fíor-IRA) o, según su propia denominación Óglaigh na hÉireann (Voluntarios de Irlanda) (RIRA), una escisión del IRA Provisional (PIRA); la Acción Republicana Contra las Drogas (RAAD), formada por excombatientes del PIRA que iniciaron una batalla contra el narcotráfico, sobre todo en la ciudad de Derry; las Facciones Republicanas Independientes, una amalgama de distintos grupos de combatientes católicos, y por Ejército Republicano Irlandés de la Continuidad, organización paramilitar republicana norirlandesa, que defiende la unificación de toda la isla de Irlanda. El CIRA sigue las ideas de Éire Nua, una propuesta de los años 1970 para establecer un estado federal en Irlanda.[2]
  - Este grupo no acepta los acuerdos de Viernes Santo de 1998 y sigue reclamando la validez de la lucha armada para reunificar Irlanda.[3]
  - Es el único grupo paramilitar activo que pide la reunificación de Irlanda y su total independencia del Reino Unido.
  - En la actualidad el IRA 2012 está incluido por las autoridades dentro del propio Ejército Republicano Irlandés Auténtico con el nombre de Nuevo IRA. Este grupo no acepta los acuerdos de Viernes Santo de 1998 y sigue reclamando la validez de la lucha armada para reunificar Irlanda.[3]
- Último atentado del IRA con víctimas mortales: El asesinato de dos militares en una base militar de Irlanda del Norte que ha tenido lugar el 8 de marzo de 2008 y que ha sido reivindicado por el Ejército Republicano Irlandés Auténtico.
- Ejército Republicano Irlandés Auténtico (RIRA) o IRA 2012 o Nuevo IRA. Conformado por la Unión en 2012 de: IRA Auténtico 1997, Acción Republicana Contra las Drogas, Ejército Republicano Irlandés de la Continuidad y una coalición de grupos armados republicanos independientes o Facciones Republicanas Independientes (una amalgama de distintos grupos de combatientes católicos) Objetivo de crear de nuevo un Ejército republicano irlandés. Unificación de la isla de Irlanda mediante la integración de Irlanda del Norte en la República de Irlanda. (En la actualidad es el único grupo terrorista activo con esta reivindicación)[2]